# Prêmios MTV MIAW
Os Prêmios MTV MIAW, anteriormente conhecido como MTV Millennial Awards, é uma premiação criada pela MTV Latinoamerica que recompensa o melhor da geração e nas áreas da música, dos filmes e do mundo digital, sendo o sucessor de Los Premios MTV Latinoamérica, premiação realizada entre 2002 e 2009.
Todas as edições da premiação foram realizadas na Cidade do México.
O público tem a missão de decidir pela Internet a lista de indicados e, em seguida, os vencedores de cada categoria.
A primeira edição do MTV MIAW foi transmitida através do site da MTV Millennial Awards, em 16 de julho de 2013, e exibida na MTV Latinoamérica no dia 28 de julho do mesmo ano.
Em fevereiro de 2025, a Paramount anunciou que algumas premiações seriam pausadas em 2025, entre elas incluindo o MTV MIAW (sendo as outras o MTV Europe Music Awards, o CMT Music Awards e a versão mexicana do Nickelodeon Kids' Choice Awards). A pausa serviria para reimaginar e otimizar a agenda de eventos daqui para frente.

## Edições
| Ano  | Data         | Local                   | Cidade sede      | Apresentador                 | Ref.  |
| ---- | ------------ | ----------------------- | ---------------- | ---------------------------- | ----- |
| 2013 | 16 de julho  | Foro Corona             | Cidade do México | Karla Souza e Werevertumorro | [ 2 ] |
| 2014 | 12 de agosto | Pepsi Center            | Cidade do México | Eiza González                | [ 3 ] |
| 2015 | 10 de junho  | Pepsi Center            | Cidade do México | Tessa Ia e El Diablito       | [ 4 ] |
| 2016 | 12 de junho  | Pepsi Center            | Cidade do México | Maluma e YosStop             | [ 5 ] |
| 2017 | 3 de junho   | Palacio de los Deportes | Cidade do México | Lele Pons e Juanpa Zurita    | [ 6 ] |
| 2018 | 3 de junho   | Mexico City Arena       | Cidade do México | La divaza e Mon Laferte      | [ 7 ] |
| 2019 | 23 de junho  | Palacio de los Deportes | Cidade do México | Luis Gerardo Mendez          | [ 8 ] |
| 2021 | 13 de julho  | Quarry Studios          | Cidade do México | Kali Uchis e Kenia Os        |       |
| 2022 | 8 de julho   | Pepsi Center            | Cidade do México | Becky G e Jimena Jiménez     |       |
| 2023 | 6 de agosto  | Pepsi Center            | Cidade do México | Guaynaa e Domelipa           |       |
| 2024 | 13 de julho  | Pepsi Center            | Cidade do México | Young Miko e Ricky Limón     |       |

## Categorias
- Ícone digital do ano
- Twitteiro do ano
- Hit chiclete do ano
- Artista Buzz
- Peli de pelos
- Desportista mais audaz do millennial
- Vício digital do ano
- Rede Social do ano
- Viral do ano
- Celebridade sem filtro do Instagram
- Superfans do ano
- Jogo do ano
- Melhor série para mover o sofá
- Bombom do ano
- Biscoito do ano
- Prêmio Big cola, pensa grande